# 야마다촌 (오카야마현 쓰쿠보군)
야마다촌(山田村)은 일본 오카야마현 쓰쿠보군에 설치되었던 촌이다. 현재의 오카야마시 미나미구의 일부에 해당한다.

## 역사
- 1889년 6월 1일 - 정촌제 시행에 의해 쓰우군 야마다촌이 성립하였다.
- 1900년 4월 1일 - 군의 통합에 의해 쓰쿠보군이 되었다.
- 1902년 4월 1일 - 오후쿠촌과 합병해 후쿠다촌이 신설하여 폐지되었다.

## 참고문헌
- 角川日本地名大辞典 33 岡山県
- 『市町村名変遷辞典』東京堂出版、1990年。